# Бёюкбейли
Бёюкбейли́ (азерб. Böyükbəyli) — село в Агдамском районе Азербайджана.

## Этимология
Прежнее название — Терекеме Бёюкбек (Таракеме Бёюкбека). Название происходило от имени бека села, который в свою очередь был из терекеме. Со временем первый компонент был убран.

## История
Первые упоминания села датированы концом XIX века.
Село Пример в 1913 году согласно административно-территориальному делению Елизаветпольской губернии относилось к Учогланскому сельскому обществу Шушинского уезда.
В 1926 году согласно административно-территориальному делению Азербайджанской ССР село относилось к дайре Учоглан Агдамского уезда.
После реформы административного деления и упразднения уездов в 1929 году был образован Учогланский сельсовет в Агдамском районе Азербайджанской ССР.
Согласно административному делению 1961 и 1977 года село Бёюкбейли входило в Учогланский сельсовет Агдамского района Азербайджанской ССР.
В 1999 году в Азербайджане была проведена административная реформа и был учрежден Алыбейлинский муниципалитет Агдашского района, куда вошло и Бёюкбейли.

## География
Неподалёку от села протекает река Каркарчай.
Село находится в 30 км от райцентра Агдам, в 12 км от временного райцентра Кузанлы и в 345 км от Баку. Ближайшая ж/д станция — Тазакенд.
Высота села над уровнем моря — 252 м.

## Население
| Численность населения | Численность населения |
| 1886                  | 1979                  |
| --------------------- | --------------------- |
| 266                   | ↗1100                 |

## Климат
Бёюкбейли расположено в горной местности. В селе холодный семиаридный климат.

## Инфраструктура
В 2015 году для нужд хозяйства правительством было вырыто 20 субартезианских колодцев в Агдамском районе, в том числе и селе Бёюкбейли.